# She Saihua
She Saihua (xinès simplificat: 佘賽花, pinyin: Shé Sàihuā) és una heroïna llegendària de la dinastia Song del nord de la Xina antiga. Esposa de Yang Ye i mare dels seus 7 fills, és una figura destacada a les històries de Generals de la família Yang.
L'anciana i vídua She Saihua també és coneguda com a She Taijun (xinès simplificat: 佘太君, pinyin: Shétàijūn, literalment 'She la reina suprema') i normalment es representa amb un bastó de cap de drac (龍頭拐杖). Se suposa que va viure més enllà dels 100 anys.

## Llegendes

### Matrimoni amb Yang Ye
El pare de She Saihua, She Hong (佘洪) ja havia arranjat que la seva filla es casés amb Yang Ye, però va canviar d'opinió i la va prometre amb Cui Long (崔龍) de la més poderosa família Cui. Quan la família Yang va demanar matrimoni, She Hong va fer cridar a Cui Long perquè vingués ràpidament a casar-se amb la seva filla. A Saihua no li agradava Cui Long, de manera que va enviar un missatger per a avisar a Yang Ye. Després de l'arribada d'aquest, She Hong no va tenir més remei que declarar que el guanyador del duel entre els pretendents es casaria amb la seva filla. Yang Ye va matar a Cui Long en batalla, però accidentalment va ferir a She Hong, que va intentar ajudar en Cui Long. Enfadada, She Saihua va lluitar contra Yang Ye que es va retirar al Temple de les Set estrelles. Dins del temple, Yang Ye va aclarir el malentès i es van casar.
El temple de les set estrelles, on suposadament es van casar, es troba a l'actual comtat de Fugu, província de Shaanxi.

### Prenent el comandament de l'exèrcit
She Saihua va tenir 7 fills i 2 filles amb Yang Ye, el comandant en cap dels Song. Quan Pan Mei es va negar a enviar ajuda, Yang Ye i diversos fills van morir durant les batalles de la Platja Daurada i la Muntanya dels Llops Bessons. She es va assegurar que els crims de Pan Mei no passaven desapercebuts i el va processar amb èxit a la cort imperial. Confiant en la seva lleialtat i seny, l'emperador Taizong la va convertir en comandant en cap i li va concedir un bastó amb cap de drac, símbol de l'emperador, pel control absolut de l'exèrcit dominat per homes.

## Reivindicació històrica
Tot i que Yang Ye és un personatge històric real, cap registre històric esmenta la seva dona fins a la dinastia Qing, que esmentava que Yang Ye es va casar amb una dama She (折氏), la filla d'un Zhou tardà convertit en general de Song She Deyi (折德扆). Tot i que això sembla possible tenint en compte l'edat i la geografia de She Deyi i Yang Ye, no tots els historiadors estan convençuts de l'afirmació, sobretot perquè el personatge fictici amb el cognom homònim She (佘) ja havia aparegut a la dinastia Yuan i era àmpliament conegut per la dinastia Qing.

## Adoració
El "Temple She Taijun" (佘太君廟) es troba al parc forestal de Baiwangshan al districte de Haidian, Pequín, Xina.